# Marko Simeunovič
Marko Simeunovič (ur. 6 grudnia 1967 w Mariborze) – słoweński piłkarz grający na pozycji bramkarza.
Był piłkarzem następujących klubów: NK Maribor (1983–1989, 1996–1997 i 1999–2002), FK Crvena zvezda (1990–1991), Napredak Kruševac (1990–1991), Olimpija Lublana (1991–1996), Şekerspor (1997–1999), Olympiakos Nikozja (2002–2005), AEL Limassol (2005–2006) i NK Interblock (2006–2007). Wraz z Crveną zvezdą w sezonie 1989/1990 zdobył mistrzostwo Jugosławii, mistrzostwo Słowenii zdobywał dziewięciokrotnie: czterokrotnie z Olimpiją Lublana (1992, 1993, 1994 i 1995) i pięciokrotnie z Mariborem (1997, 1998, 2000, 2001, 2002).
Wraz z reprezentacją Słowenii wystąpił na Mistrzostwach Europy w Piłce Nożnej 2000 i Mistrzostwach Świata w Piłce Nożnej 2002. W kadrze zadebiutował 19 czerwca 1991 w przegranym 0:1 towarzyskim meczu z Chorwacją. Na Euro 2000 był rezerwowym, a na mistrzostwach świata zagrał w 2 meczach grupowych: z Hiszpanią (1:3) i Południową Afryką (0:1). Ostatni raz w reprezentacji zagrał 31 marca 2004 w przegranym 0:1 towarzyskim meczu z Łotwą.